# Algemene verkiezingen in Liberia (1893)

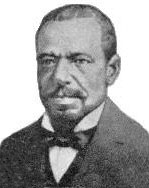
President Joseph James Cheeseman.

De algemene verkiezingen in Liberia van 1893 werden in mei van dat jaar gehouden en gewonnen door zittend president Joseph James Cheeseman van de True Whig Party. Hij nam het bij de verkiezingen op tegen Anthony D. Williams, Jr. van de New Republican Party die in 1891 ook al zijn tegenkandidaat was geweest.